# Adonis Preciado
Adonis Preciado (n. Guayaquil, Ecuador; 23 de marzo de 1997) es un futbolista ecuatoriano. Juega de extremo izquierdo y su equipo actual es el Club Tijuana de la Primera División de México.

## Trayectoria
Empezó su carrera futbolística en el equipo de Guayaquil Sport en el año 2011, se formó e hizo todas las formativas en dicho club, la sub-12, la sub-14, la sub-16, en la sub-17. En 2016 juega el torneo provincial de Segunda Categoría de Guayas con Guayaquil Fútbol Club, para la segunda mitad de la temporada disputó los zonales con El Guayacán de Los Ríos.
En la temporada 2017 fue parte de las reservas del Club Sport Emelec y de Rocafuerte Fútbol Club, que tenía la condición de equipo filial del bombillo, con el equipo de Rocafuerte jugó los zonales de Segunda Categoría 2017 desde agosto hasta diciembre de ese año.
Tuvo un paso por el Club Puerto Quito de la Serie B, el equipo del noroccidente de Pichincha había logrado el ascenso la temporada pasada. En 2019 llega con carta libre a Chacaritas de Pelileo para disputar la Segunda Categoría, sin embargo fue cedido a préstamo a Mushuc Runa Sporting Club.
Bajo el mando de Geovanny Cumbicus tuvo su debut en el primer equipo en la máxima categoría del fútbol ecuatoriano el 24 de febrero de 2019, en el partido de la fecha 3 del torneo 2019 ante Barcelona Sporting Club, entró al cambio al minuto 70 por Henry Patta en aquel partido que terminó en derrota del ponchito 0–2. Marcó su primer gol en la Serie A el 27 de julio de 2019 en la fecha 18, convirtió el segundo gol al minuto 45+1 con el que Mushuc Runa venció a Barcelona Sporting Club como local por 5–1, además dio una asistencia en el cuarto gol. En la LigaPro Banco Pichincha 2019 le convirtió también a Independiente del Valle y en dos oportunidades a Delfín Sporting Club. También tuvo algunas actuaciones en la Copa Ecuador 2018-19 ante Manta Fútbol Club.
Al finalizar el préstamo volvió a Chacaritas que logró el ascenso en 2019 y jugó la Serie B en 2020. Fue llamado al integrar la selección preolímpica sub-23 del país para el Torneo Preolímpico Sudamericano Sub-23 de 2020 de Colombia.

## Estadísticas

### Clubes
Actualizado al último partido disputado el 17 de agosto de 2025.
| Club                       | Div.          | Temporada     | Liga  | Liga  | Copas nacionales | Copas nacionales | Copas internacionales | Copas internacionales | Total | Total |
| Club                       | Div.          | Temporada     | Part. | Goles | Part.            | Goles            | Part.                 | Goles                 | Part. | Goles |
| -------------------------- | ------------- | ------------- | ----- | ----- | ---------------- | ---------------- | --------------------- | --------------------- | ----- | ----- |
| Guayaquil Sport · Ecuador  | 3.ª           | 2014          | 2     | 1     | Inexistentes     | Inexistentes     | Inexistentes          | Inexistentes          | 2     | 1     |
| Guayaquil Sport · Ecuador  | Total club    | Total club    | 2     | 1     | 0                | 0                | 0                     | 0                     | 2     | 1     |
| El Guayacán · Ecuador      | 3.ª           | 2016          | 6     | 0     | Inexistentes     | Inexistentes     | Inexistentes          | Inexistentes          | 6     | 0     |
| El Guayacán · Ecuador      | Total club    | Total club    | 6     | 0     | 0                | 0                | 0                     | 0                     | 6     | 0     |
| Emelec · Ecuador           | 1.ª           | 2017          | 11    | 1     | Inexistentes     | Inexistentes     | 0                     | 0                     | 11    | 1     |
| Emelec · Ecuador           | Total club    | Total club    | 11    | 1     | 0                | 0                | 0                     | 0                     | 11    | 1     |
| Rocafuerte F. C. · Ecuador | 3.ª           | 2017          | 19    | 6     | Inexistentes     | Inexistentes     | Inexistentes          | Inexistentes          | 19    | 6     |
| Rocafuerte F. C. · Ecuador | Total club    | Total club    | 19    | 6     | 0                | 0                | 0                     | 0                     | 19    | 6     |
| Puerto Quito · Ecuador     | 2.ª           | 2018          | 32    | 0     | Inexistentes     | Inexistentes     | Inexistentes          | Inexistentes          | 32    | 0     |
| Puerto Quito · Ecuador     | Total club    | Total club    | 32    | 0     | 0                | 0                | 0                     | 0                     | 32    | 0     |
| Mushuc Runa · Ecuador      | 1.ª           | 2019          | 21    | 4     | 2                | 0                | 0                     | 0                     | 23    | 4     |
| Mushuc Runa · Ecuador      | Total club    | Total club    | 21    | 0     | 2                | 0                | 0                     | 0                     | 23    | 4     |
| Chacaritas · Ecuador       | 2.ª           | 2020          | 0     | 0     | —                | —                | Inexistentes          | Inexistentes          | 0     | 0     |
| Chacaritas · Ecuador       | Total club    | Total club    | 0     | 0     | 0                | 0                | 0                     | 0                     | 0     | 0     |
| Barcelona S. C. · Ecuador  | 1.ª           | 2020          | 21    | 2     | 0                | 0                | 3                     | 0                     | 24    | 2     |
| Barcelona S. C. · Ecuador  | 1.ª           | 2021          | 16    | 0     | 2                | 0                | 7                     | 2                     | 25    | 2     |
| Barcelona S. C. · Ecuador  | 1.ª           | 2022          | 28    | 1     | 1                | 0                | 12                    | 0                     | 41    | 1     |
| Barcelona S. C. · Ecuador  | 1.ª           | 2023          | 22    | 3     | 0                | 0                | 8                     | 0                     | 30    | 3     |
| Barcelona S. C. · Ecuador  | 1.ª           | 2024          | 22    | 1     | 1                | 0                | 7                     | 1                     | 30    | 2     |
| Barcelona S. C. · Ecuador  | Total club    | Total club    | 109   | 7     | 4                | 0                | 37                    | 3                     | 150   | 10    |
| Querétaro F. C. · México   | 1.ª           | 2024-25       | 15    | 4     | Inexistentes     | Inexistentes     | Inexistentes          | Inexistentes          | 15    | 4     |
| Querétaro F. C. · México   | Total club    | Total club    | 15    | 4     | 0                | 0                | 0                     | 0                     | 15    | 4     |
| Club Tijuana · México      | 1.ª           | 2025-26       | 5     | 0     | Inexistentes     | Inexistentes     | 3                     | 0                     | 8     | 0     |
| Club Tijuana · México      | Total club    | Total club    | 5     | 0     | 0                | 0                | 3                     | 0                     | 8     | 0     |
| Total carrera              | Total carrera | Total carrera | 219   | 23    | 6                | 0                | 40                    | 3                     | 265   | 26    |
| 1. 2.                      |               |               |       |       |                  |                  |                       |                       |       |       |

## Palmarés

### Campeonatos nacionales
| Título             | Club            | País    | Año  |
| ------------------ | --------------- | ------- | ---- |
| Serie A de Ecuador | Barcelona S. C. | Ecuador | 2020 |